# Bhumaka

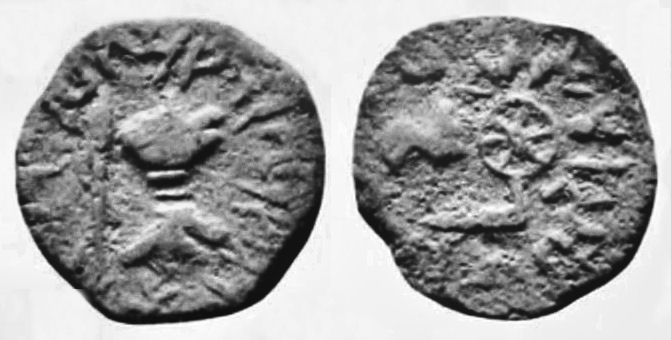
Tiền xu của Bhumaka.
Obv:Mũi tên, ụ tròn nổi, và sấm sét. Dòng chữ Kharoshthi Chaharasada Chatrapasa Bhumakasa: "Phó vương Ksaharata Bhumaka".
Rev: Capital of a pillar with seated lion with upraised paw, and wheel (dharmachakra). Brahmi inscription: Kshaharatasa Kshatrapasa Bhumakasa.

Bhumaka (? -119 CN) là một vị vua Kshatrapa miền Tây vào đầu thế kỷ thứ 2 CN. Ông là cha của vị vua vĩ đại Nahapana, theo một trong những đồng tiền của con trai ông. Ông đã lên kế vị Abhiraka (Aubhirakes), người mà chỉ được biết đến nhờ một vài đồng xu..
Đồng tiền của ông mang nhiều biểu tượng Phật giáo, chẳng hạn như pháp luân (Dharmachakra), hoặc con sư tử ngồi trên đầu cột, tượng trưng cho cây cột trụ của Ashoka.